# Akemi Kawasaki
Akemi Kawasaki –en japonés: 川崎明美, Kawasaki Akemi– (5 de noviembre de 1962) es una deportista japonesa que compitió en lucha libre. Ganó tres medallas en el Campeonato Mundial de Lucha entre los años 1992 y 1994.

## Palmarés internacional
| Campeonato Mundial | Campeonato Mundial | Campeonato Mundial | Campeonato Mundial |
| Año                | Lugar              | Medalla            | Categoría          |
| ------------------ | ------------------ | ------------------ | ------------------ |
| 1992               | Lyon (Francia)     | Medalla de plata   | 53 kg              |
| 1993               | Stavern (Noruega)  | Medalla de plata   | 53 kg              |
| 1994               | Sofía (Bulgaria)   | Medalla de oro     | 53 kg              |